# ده كمان (كوه بنج)
ده کمان (بالفارسية: ده کمان) هي قرية تقع في إيران في البلدة المركزية.